# في السراء والضراء (مسلسل)
في السراء والضراء أو يوم جيد يوم سيئ هو مسلسل تلفزيوني كوميدي رومانسي تركي عرض عام 2020 من بطولة إلتشين سانجو ومحمد اوزان دولوناي وياسمين ألين ومن إخراج ميتين باليكوجلو وتأليف أكسل بونفيل وبيلين كاراميهميت أوغلو. انتهى المسلسل بحلقته السادسة التي عرضت يوم 17 أكتوبر 2020.